# Ficus cotinifolia
Espèce
Synonymes
- Ficus cotinifolia subsp. cotinifolia[1]
- Ficus glauca (Liebm.) Miq.[1]
- Ficus inamoena Standl.[1]
- Ficus jacquelineae Carvajal & Peña-Pin.[1]
- Ficus longipes (Liebm.) Miq.[1]
- Ficus myxifolia Kunth & C.D.Bouché[1]
- Ficus paraisoana Lundell[1]
- Ficus subrotundifolia Greenm.[1]
- Urostigma cotinifolium (Kunth) Miq.[1]
- Urostigma glaucum Liebm.[1]
- Urostigma longipes Liebm.[1]
- Urostigma myxifolium (Kunth & C.D.Bouché) Miq.[1]

Statut de conservation UICN

 LC  : Préoccupation mineure
Ficus cotinifolia est une espèce de plantes du genre Ficus de la famille des Moracées.

## Liste des sous-espèces et variétés
Selon Catalogue of Life (16 janvier 2020) :
- sous-espèce Ficus cotinifolia subsp. cotinifolia
- sous-espèce Ficus cotinifolia subsp. myxifolia

Selon The Plant List (16 janvier 2020) :
- variété Ficus cotinifolia var. hondurensis (Standl. & L.O.Williams) C.C.Berg

Selon Tropicos (16 janvier 2020) (Attention liste brute contenant possiblement des synonymes) :
- sous-espèce Ficus cotinifolia subsp. cotinifolia
- sous-espèce Ficus cotinifolia subsp. myxifolia (Kunth & Bouché) Carvajal
- variété Ficus cotinifolia var. cotinifolia
- variété Ficus cotinifolia var. hondurensis (Standl. & L.O. Williams) C.C. Berg

## Utilisation par l'Homme
Les Olmèques ont utilisé l'écorce de Ficus cotinifolia pour fabriquer du papier dès le premier millénaire avant l'ère commune.